# فرودگاه شهرستان سانتافه
فرودگاه شهرستان سانتافه (به انگلیسی: Santa Fe Municipal Airport) یک فرودگاه همگانی با کد یاتا SAF است که یک باند فرود آسفالت دارد و طول باند آن ۲۵۴۳ متر است. این فرودگاه در شهر سانتافه، نیومکزیکو کشور ایالات متحده آمریکا قرار دارد و در ارتفاع ۱۹۳۴٫۹ متری از سطح دریا واقع شده‌است.

## شرکت‌های هواپیمایی و مقصدهای پروازی

### مسافری
| شرکت‌های هواپیمایی | مقصدهای پروازی                    |
| ----------------- | --------------------------------- |
| امریکن ایگل       | دالاس-فورت ورث، فینکس اسکای هاربر |
| یونایتد اکسپرس    | دنور                              |

### Statistics
| Carrier      | Passengers (arriving and departing) |
| ------------ | ----------------------------------- |
| ExpressJet   | ۹۱٬۰۵۰(۵۸٫۳۲٪)                      |
| Trans States | ۵۷٬۸۰۰(۳۷٫۰۳٪)                      |
| اسکای‌وست     | ۵٬۵۰۰(۳٫۵۲٪)                        |
| انووی ایر    | ۱٬۷۰۰(۱٫۰۹٪)                        |
| Via          | ۶۰(۰٫۰۴٪)                           |

1Includes flights اجرا توسط the old American Eagle Airlines brand & the current Envoy Air brand presently flying as American Eagle.
| Rank | Airport           | Passengers | Airlines       |
| ---- | ----------------- | ---------- | -------------- |
| ۱    | دالاس-فورت ورث    | ۴۴٬۰۶۰     | American Eagle |
| ۲    | دنور              | ۲۹٬۱۹۰     | United Express |
| ۳    | فینکس اسکای هاربر | ۳٬۲۱۰      | American Eagle |